# サイダ (軽巡洋艦)
サイダ (SMS Saida) はオーストリア＝ハンガリー帝国海軍の偵察巡洋艦ないし軽巡洋艦。同型3隻のうちの一隻。
艦名は、オーストリアを含む海軍部隊が1840年に攻撃を行ったレバノンのサイダにちなむ。
「サイダ」のタービンには他2艦と異なり、プラハのMaschinenbau AktienGesellschaftでライセンス生産されたドイツのMelms & Pfenningerのものが採用されたが、品質が悪くボイラーとタービンの間で蒸気のロスが生じ速力低下を招くこととなった。

## 艦歴
モンファルコーネのCantiere Navale Triestinoに発注され、1911年9月9日起工。1912年10月26日進水。1914年8月1日就役。

### 第一次世界大戦
1915年5月23日、イタリアはオーストリア＝ハンガリー帝国に宣戦布告。翌日、オーストリア＝ハンガリー帝国海軍はアンコーナなどを攻撃した。この時、「サイダ」は巡洋艦「Szigetvár」、駆逐艦「バラトン」、「トリグラフ」とともにFグループを構成し、主力部隊の南方の哨戒を行った。
6月17から18日夜、装甲巡洋艦「ザンクト・ゲオルク」などがリミニとペーザロを攻撃。「サイダ」と巡洋艦「ヘルゴラント」、駆逐艦「ヴェレビト」、「ディナラ」、「レカ」水雷艇5隻はそれを掩護し、またイタリア汽船「Grazia」を沈めた。
7月28日、オーストリア＝ハンガリー帝国海軍は巡洋艦「サイダ」、タトラ級駆逐艦6隻などでイタリアが7月11日に占領したペラゴーザ島に対する攻撃を実施。砲撃後に108名を上陸させたが、オーストリア＝ハンガリー帝国側は敵兵力を過小評価しており、撃退された。
8月17日、オーストリア＝ハンガリー帝国海軍は「サイダ」と巡洋艦「ヘルゴラント」や駆逐艦5隻などで再びペラゴーザ島を攻撃。真水のタンクないし貯水池などを破壊し、この攻撃後イタリア軍は島から撤退した。9月9日、再び島へ向かった「サイダ」と「ヘルゴラント」などは島が無人となっていることを発見した。
11月22日、「サイダ」、「ヘルゴラント」とタトラ級駆逐艦などは出撃してオトラント海峡へ向かい、2隻の船（「Palatino」、「Gallinara」）を沈めた。
12月6日、「サイダ」、「ヘルゴラント」とタトラ級駆逐艦はドゥラッツォ港を攻撃した。なお、この時の参加巡洋艦は「ヘルゴラント」のみとなっている文献もある。
1916年3月、「ヘルゴラント」などとともにドイツ潜水艦「UC12」捜索に従事。
1917年5月15日、「サイダ」と「ヘルゴラント」、「ノファラ」によるオトラント堰襲撃が行われ、オトラント海峡海戦が生起した。この海戦で「サイダ」は3発被弾し負傷者3名を出した。

### 終戦とその後
1918年10月、オーストリア＝ハンガリー帝国は崩壊し始め、30日に皇帝カール1世は艦隊のザグレブの国民評議会への引き渡しを決めた。しかし、戦後大半の艦艇は連合国間で分配されることとなった。
「サイダ」はイタリアに引き渡され、1920年9月19日に「Venezia」という名前で就役。1937年3月11日に除籍され、その後解体された。